# 헤르마고어군

헤르마고어군의 위치

헤르마고어군(독일어: Bezirk Hermagor)은 오스트리아 케른텐주에 위치한 군으로 행정 중심지는 헤르마고어프레세거제이며 면적은 808.0km2, 인구는 18,435명(2016년 기준), 인구 밀도는 23명/km2이다. 북쪽으로는 슈타이어마르크주 무라우군, 북동쪽으로는 슈타이어마르크주 무르탈군, 동쪽으로는 볼프스베르크군, 남동쪽으로는 푈커마르크트군, 남쪽으로는 클라겐푸르트란트군, 서쪽으로는 펠트키르헨군과 접한다.

## 하위 행정 구역
1개 도시, 2개 시장도시, 4개 일반 시를 관할한다.
- 도시
  - 헤르마고어프레세거제(Hermagor-Pressegger See)
- 시장도시
  - 키르히바흐(Kirchbach)
  - 쾨차흐마우텐(Kötschach-Mauthen)
- 일반 시
  - 델라흐(Dellach)
  - 기치탈(Gitschtal)
  - 레자텔(Lesachtal)
  - 장크트슈테판임가일탈(Sankt Stefan im Gailtal)